# Ópera de Ereván
El Teatro Nacional Académico de Ópera y Ballet de Armenia Alexander Spendiarian (en armenio: Ալեքսանդր Սպենդիարյանի անվան օպերայի և բալետի ազգային ակադեմիական թատրոն), o simplemente Ópera de Ereván, está situado en Ereván, Armenia, y fue inaugurado oficialmente el 20 de enero de 1933. Fue diseñado por el arquitecto armenio Alexander Tamanian. El edificio tiene dos salas de conciertos, el Salón de Conciertos Aram Jachaturián y el salón del Teatro Nacional de Ópera y Ballet Alexander Spendiarian.

## Historia
La construcción de la Ópera comenzó el 28 de noviembre de 1930, durante las celebraciones del 10º aniversario de la República Socialista Soviética de Armenia. El 20 de enero de 1933 se inauguró oficialmente el edificio. Poco después de la inauguración del teatro, se creó una compañía de ballet. El lago de los cisnes de Piotr Ilich Chaikovski fue el primer ballet representado en 1935.
En 1938, se nombró el teatro en honor a Alexander Spendiaryan, gran compositor armenio, autor de la ópera Almast que fue la primera actuación del teatro en 1933. La segunda fase de la construcción se completó en 1940 según el diseño de Tamanian y bajo la supervisión de su hijo. Hubo muchas obras hasta 1953, cuando el edificio fue completado finalmente con su forma actual.
La apertura del teatro estimuló la creación de nuevas óperas y ballets en Armenia. El primer ballet armenio fue Felicidad de Aram Jachaturián. Basándose en este ballet el compositor creó Gayane, que se ha representado por todo el mundo. Muchos otros compositores armenios han escrito óperas y ballets. Con los años, estos artistas han trabajado en el teatro: por ejemplo, los cantantes Gohar Gasparyan, Tatevik Sazandaryan, Mihran Erkat, Pavel Lisizian, Aikanush Danielyan, Nar Hovhannisyan, Gegham Grigoryan, Anahit Mekhitarian; los directores Konstantin Saradjev, Michael Tavrizjan, Aram Katanyan, Yuri Davtyan; los maestros de ballet A. Petrosyan, M. Chmshkyan, Vanush Khanamiryan, Vilen Galstyan; y los pintores Martiros Saryan, Minas Avetisyan.
Desde 1935 se ha representado en la Ópera de Ereván la ópera armenia Anoush de Armen Tigranian. Fue un gran paso en la historia de la ópera armena. Anoush está en el repertorio del teatro hasta ahora.
Desde que abrió, se han representado en la Ópera de Ereván más de 200 óperas y ballets diferentes de compositores armenios, rusos y europeos. La compañía de teatro ha actuado en más de veinte países, como Rusia, España, Estados Unidos, Alemania, Grecia y Líbano. En 1956 recibió el estatus de Teatro Académico Nacional de Ópera y Ballet.
El teatro también ha albergado conciertos de Charles Aznavour, Ian Anderson, John McLaughlin, Akvarium y muchos otros músicos.

## Galería de imágenes

Ópera de Ereván
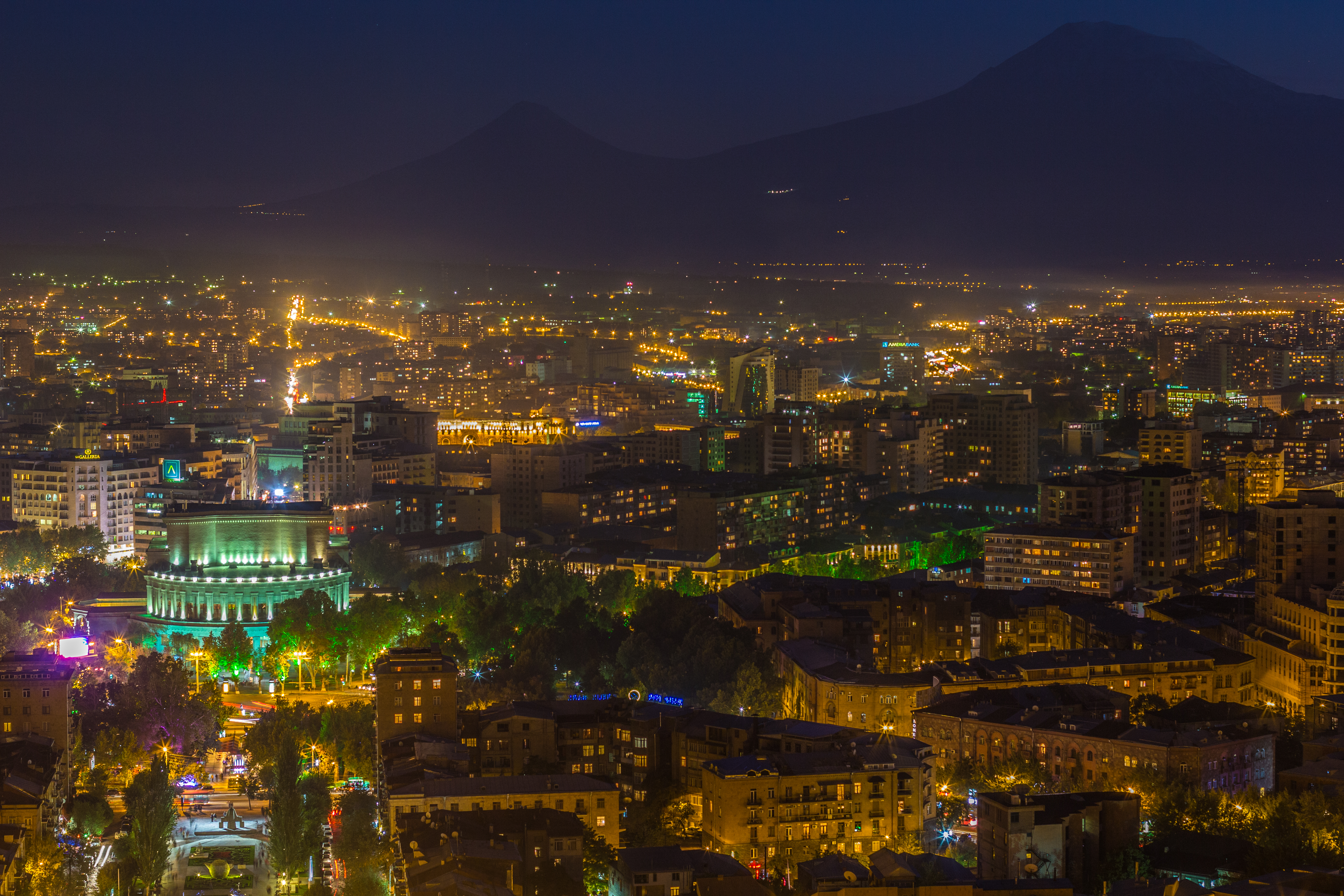
La Ópera (en primer plano, a la izquierda), con el skyline de Ereván
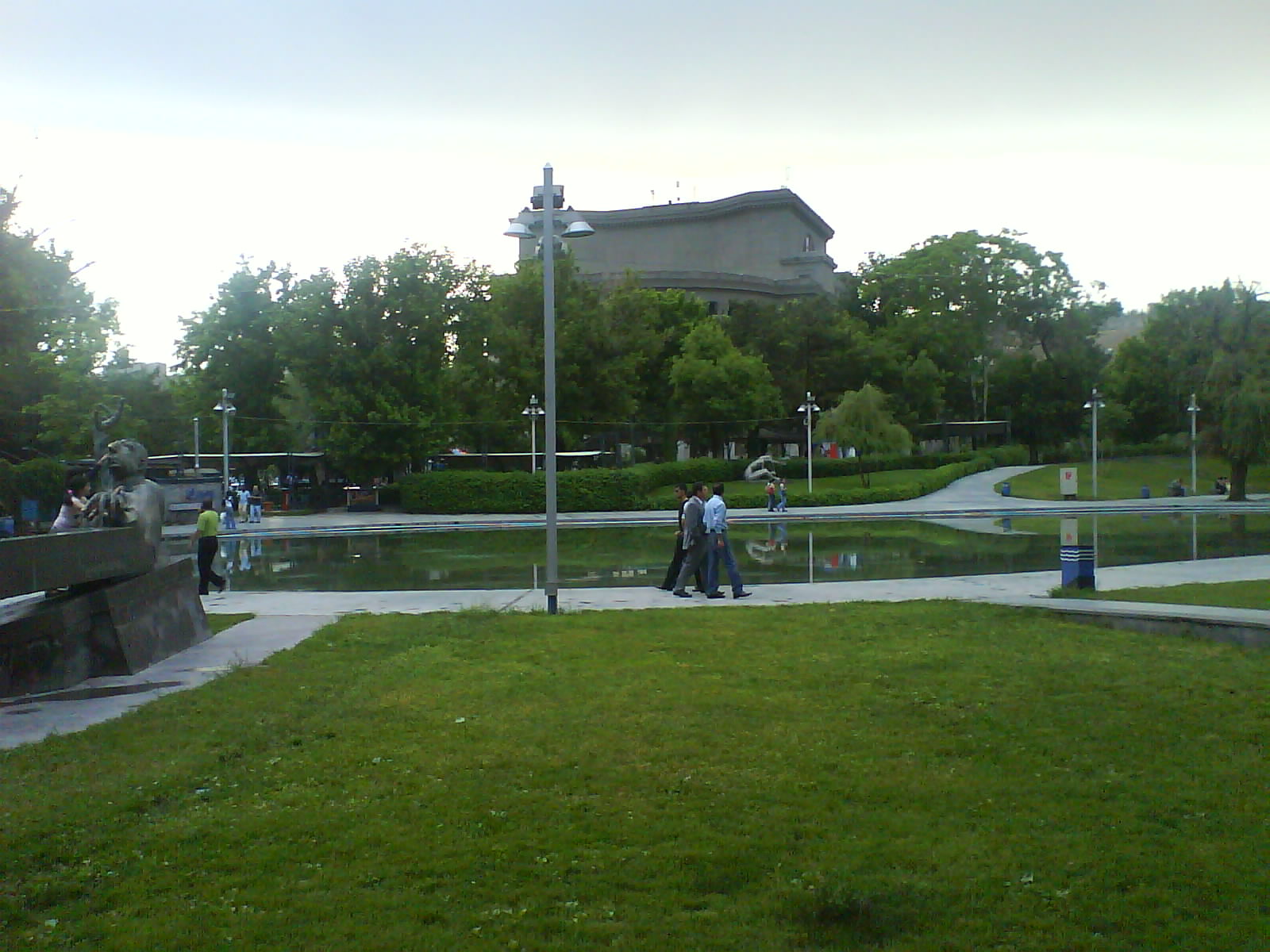
El parque de la Ópera
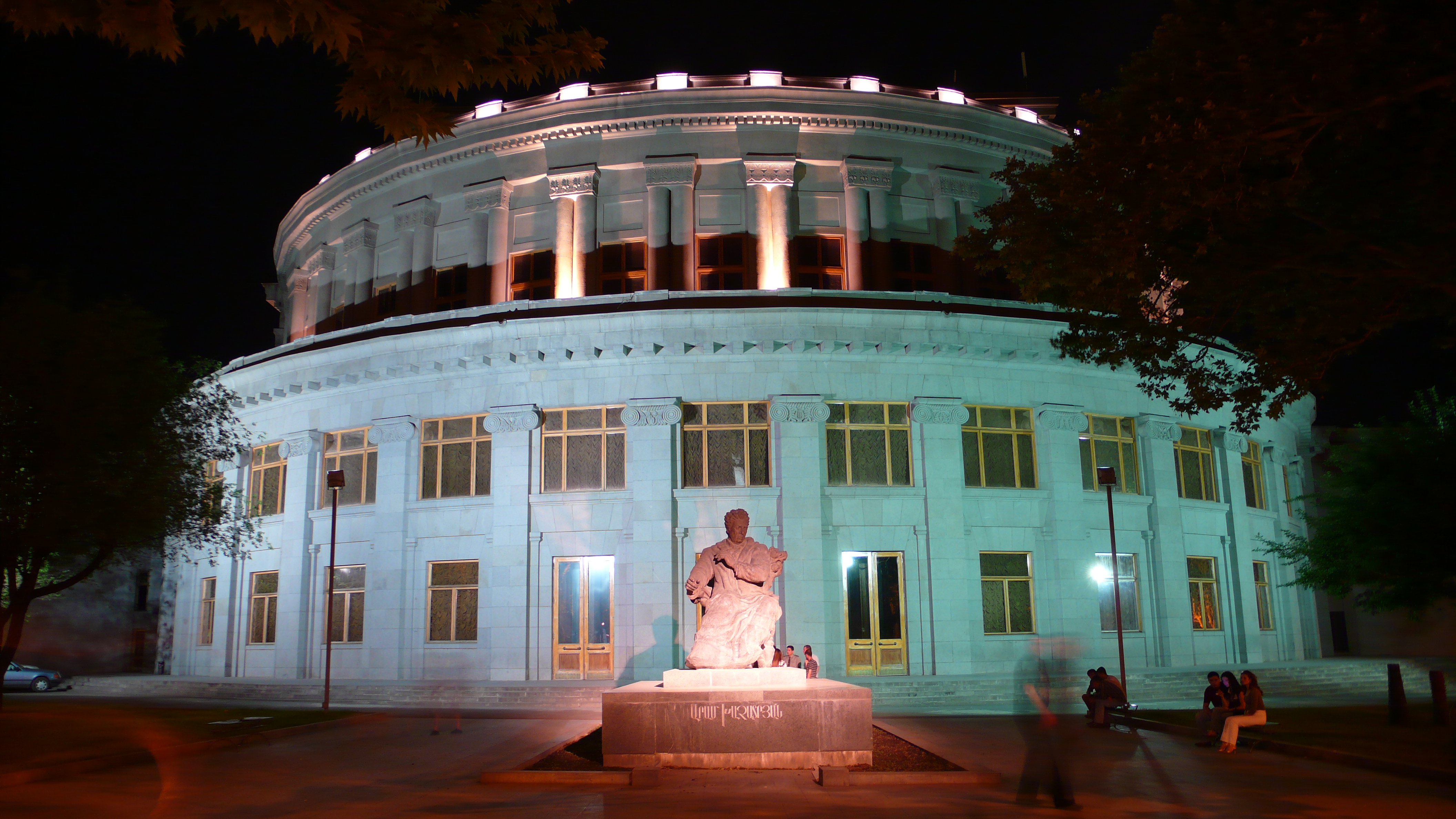
La ópera por la noche
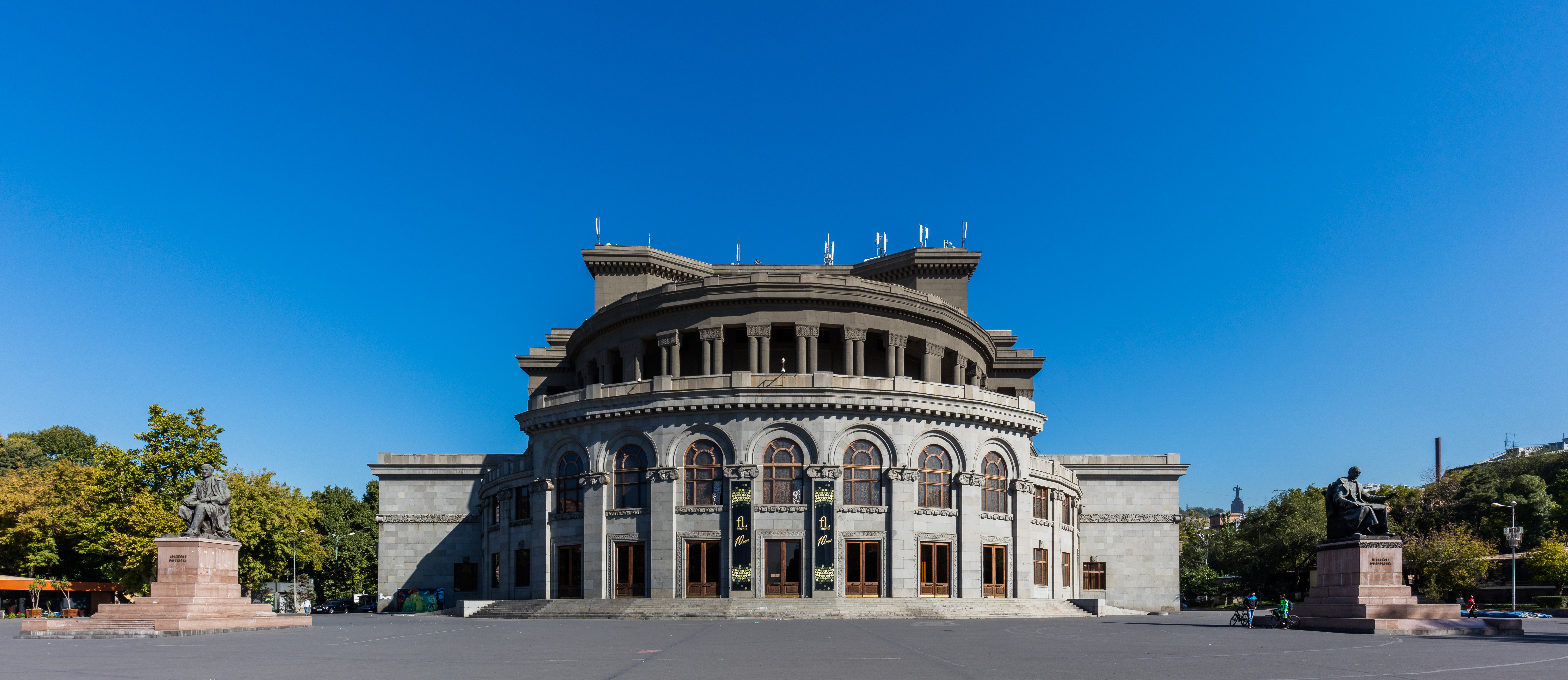
Vista general